# Heritiera littoralis
Heritiera littoralis är en malvaväxtart som beskrevs av Jonas Dryander. Heritiera littoralis ingår i släktet Heritiera och familjen malvaväxter. IUCN kategoriserar arten globalt som livskraftig.

## Underarter
Arten delas in i följande underarter:
- H. l. littoralis
- H. l. ralima

## Bildgalleri

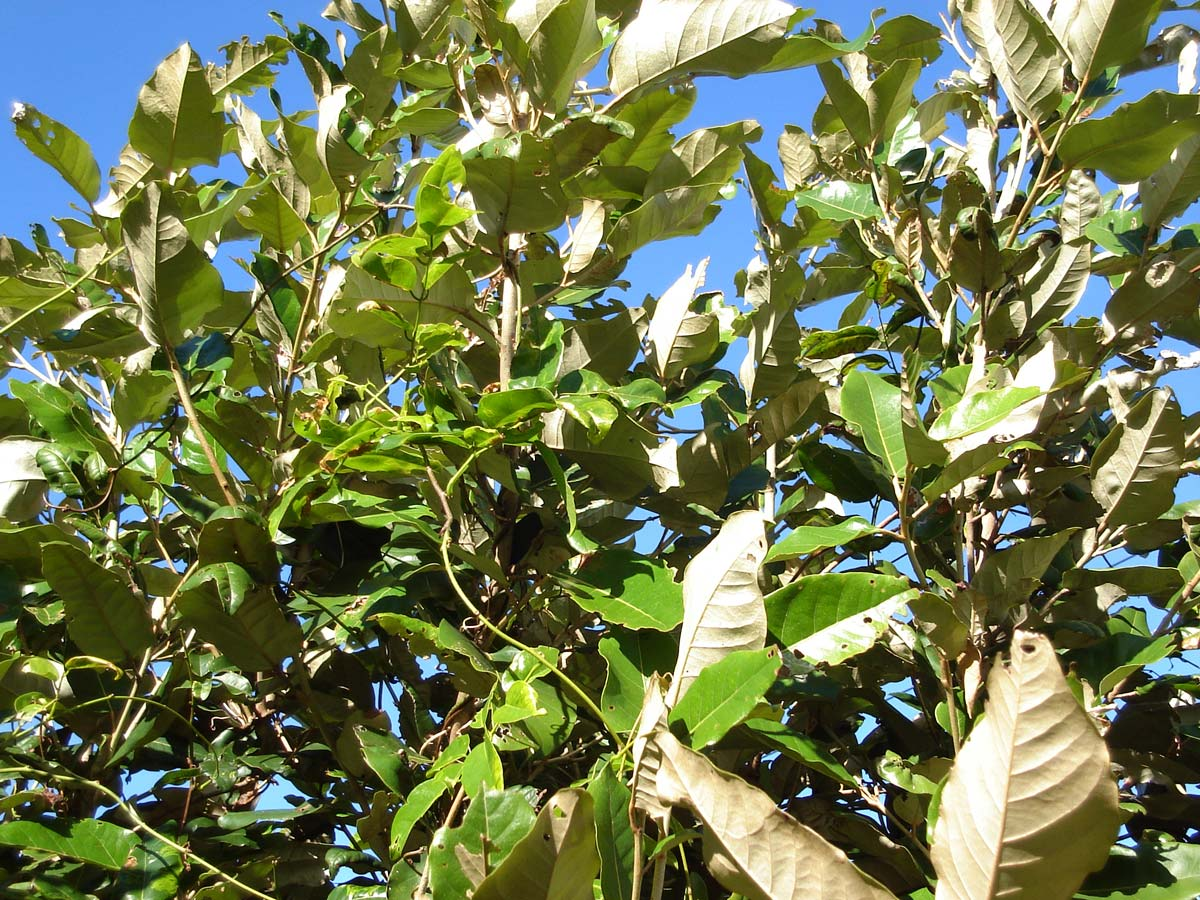
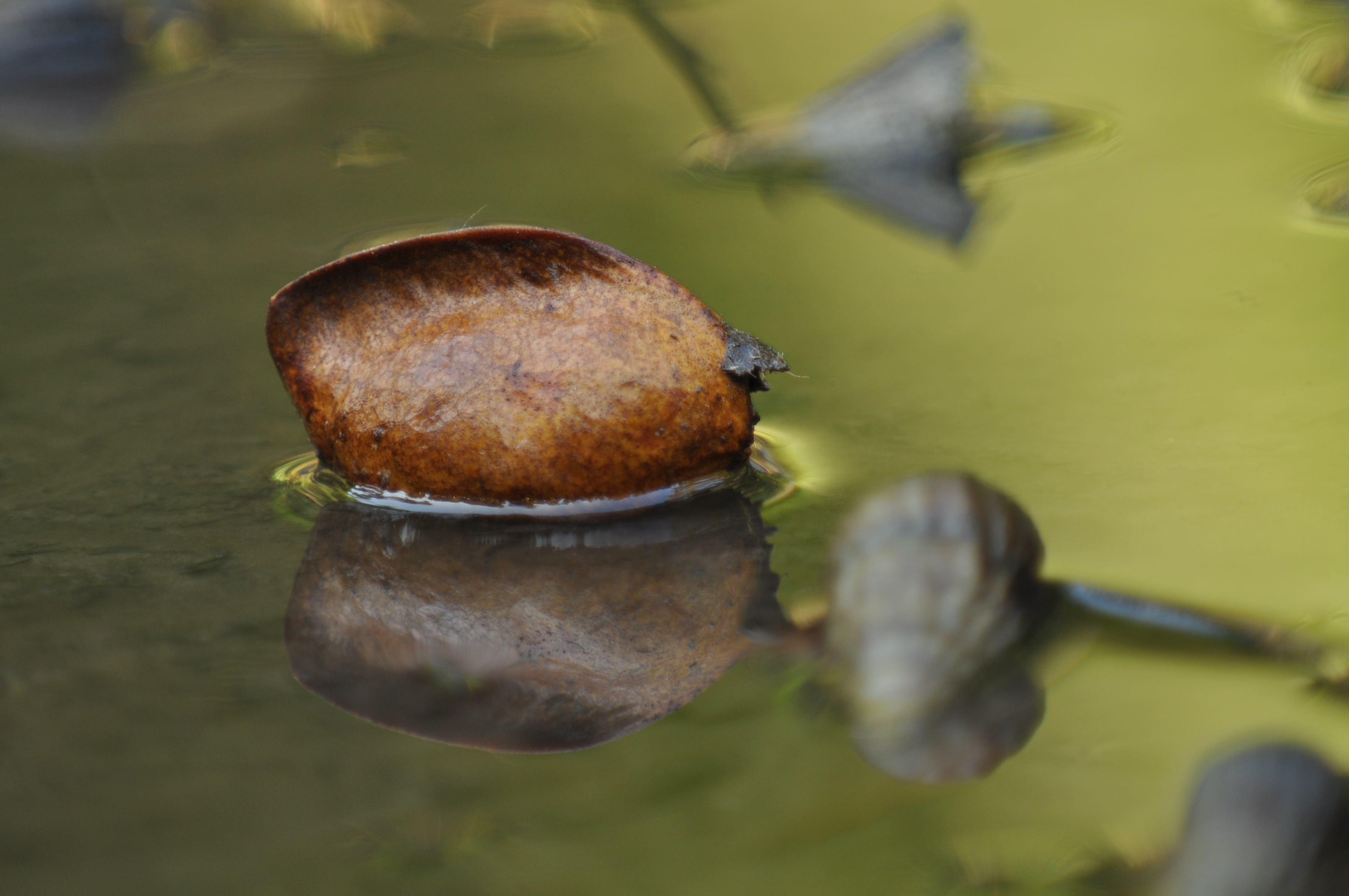
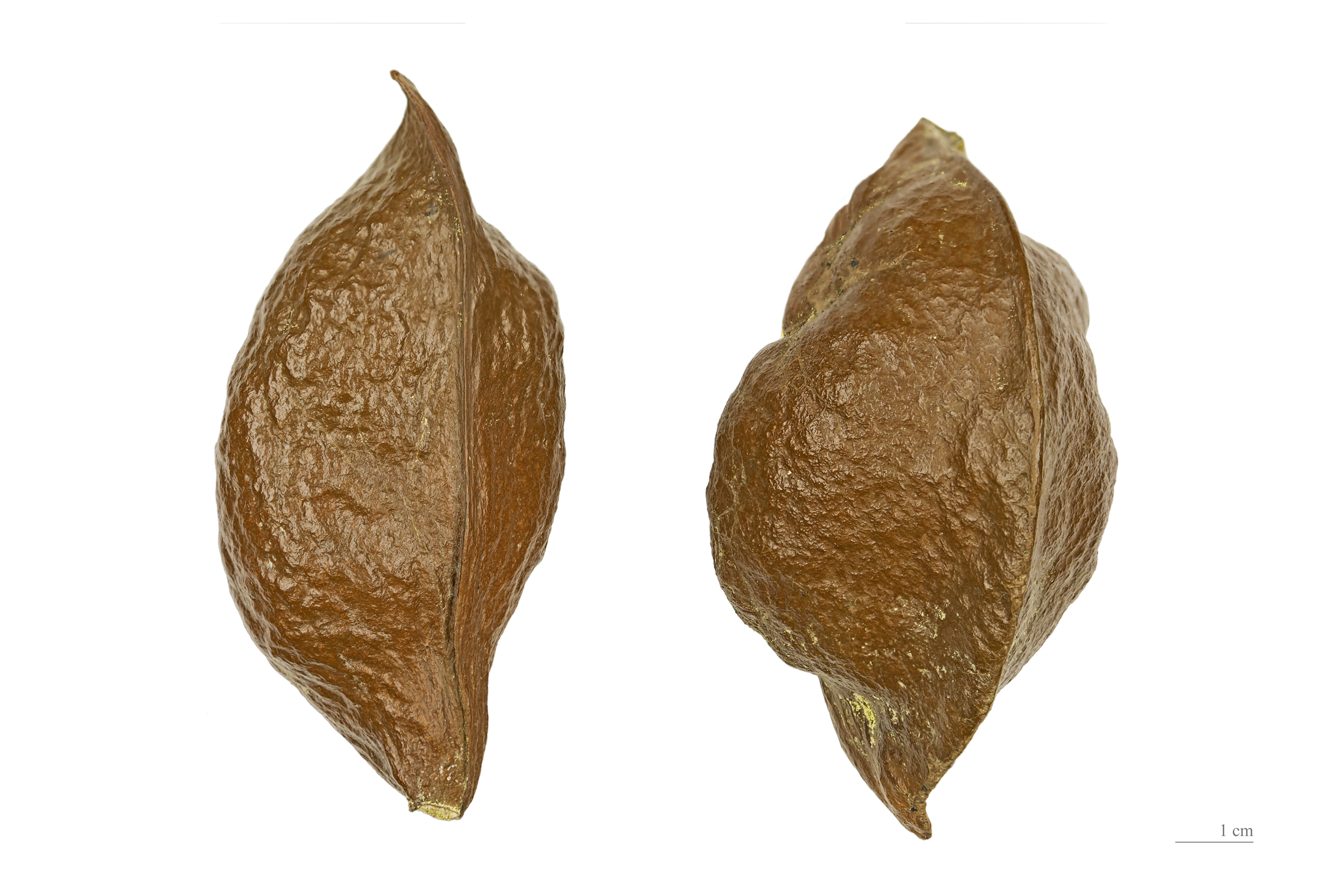
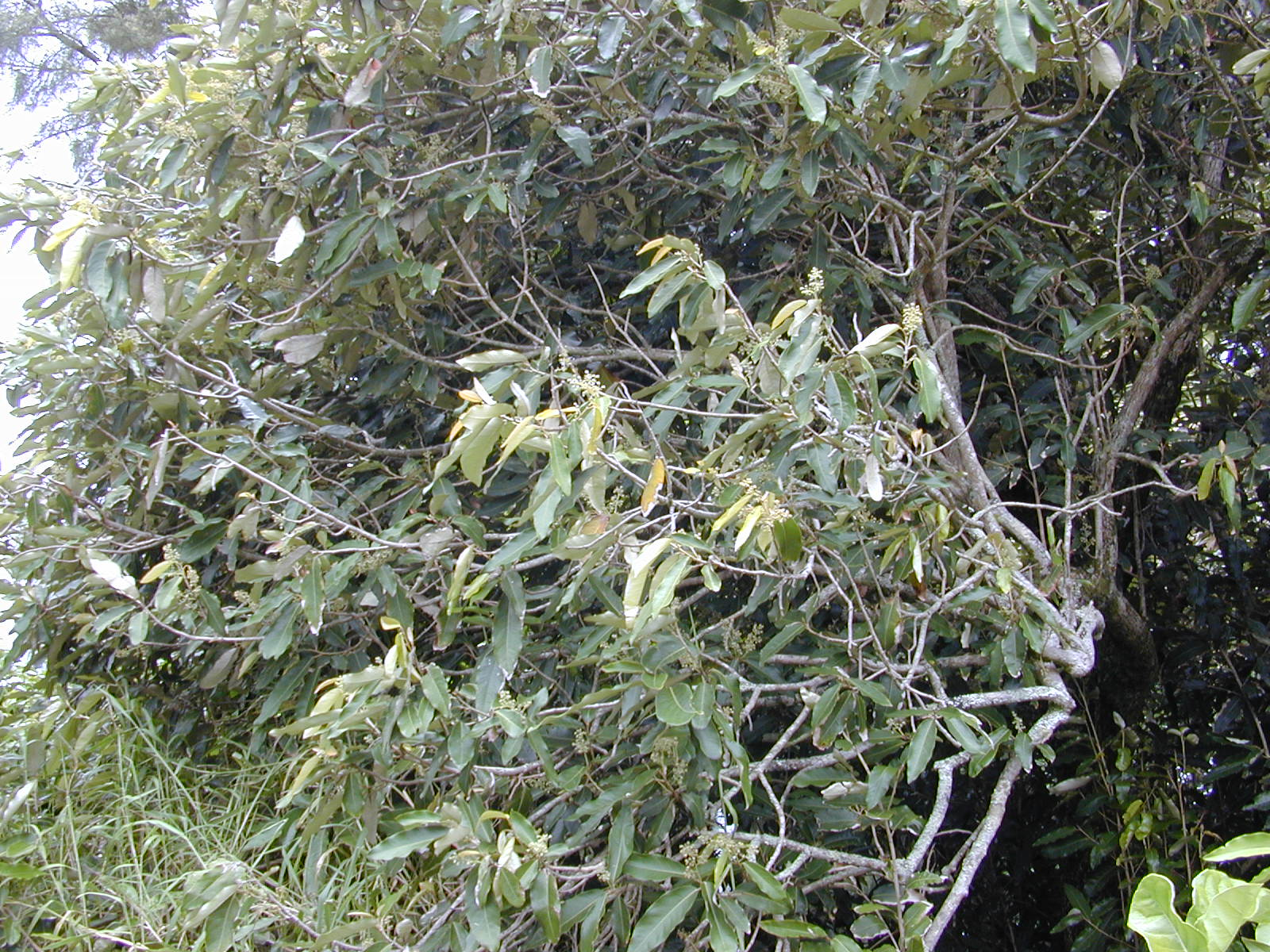
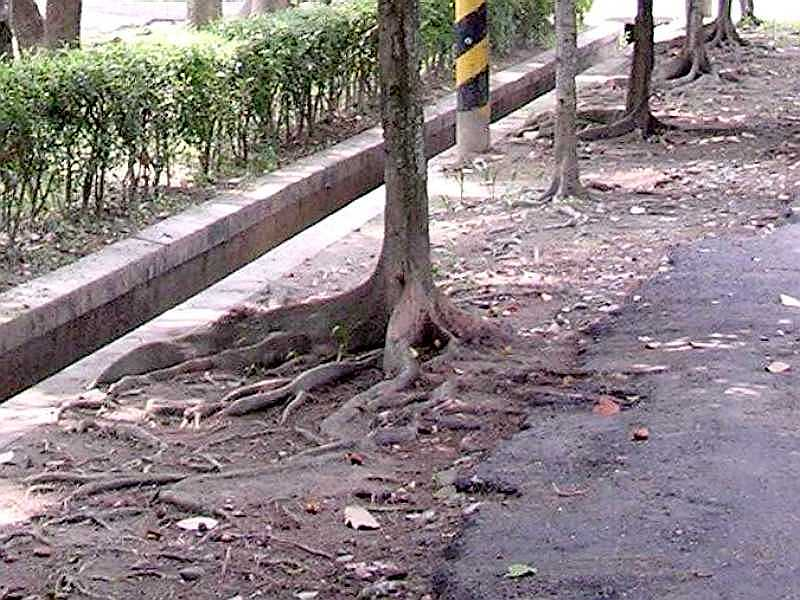
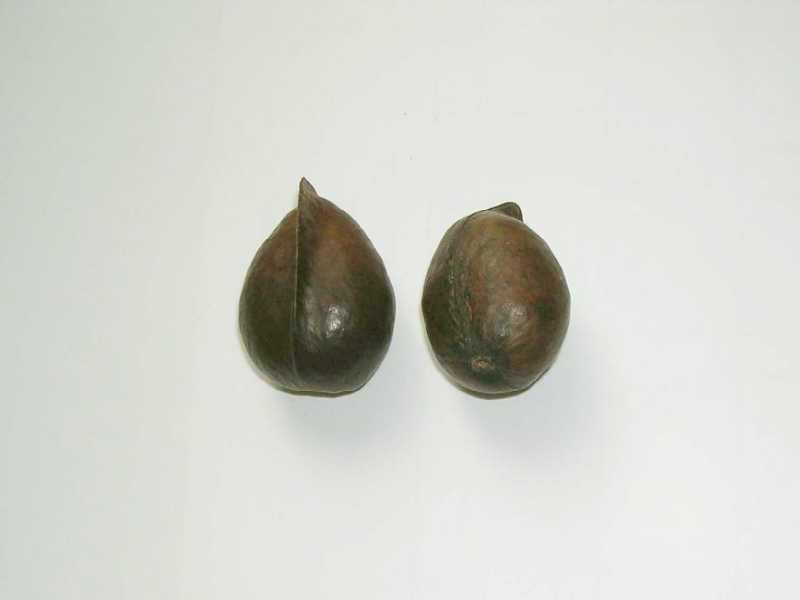